# Eiskeller (Cannes-Écluse)
Koordinaten: 48° 21′ 47,9″ N, 2° 59′ 5,7″ O

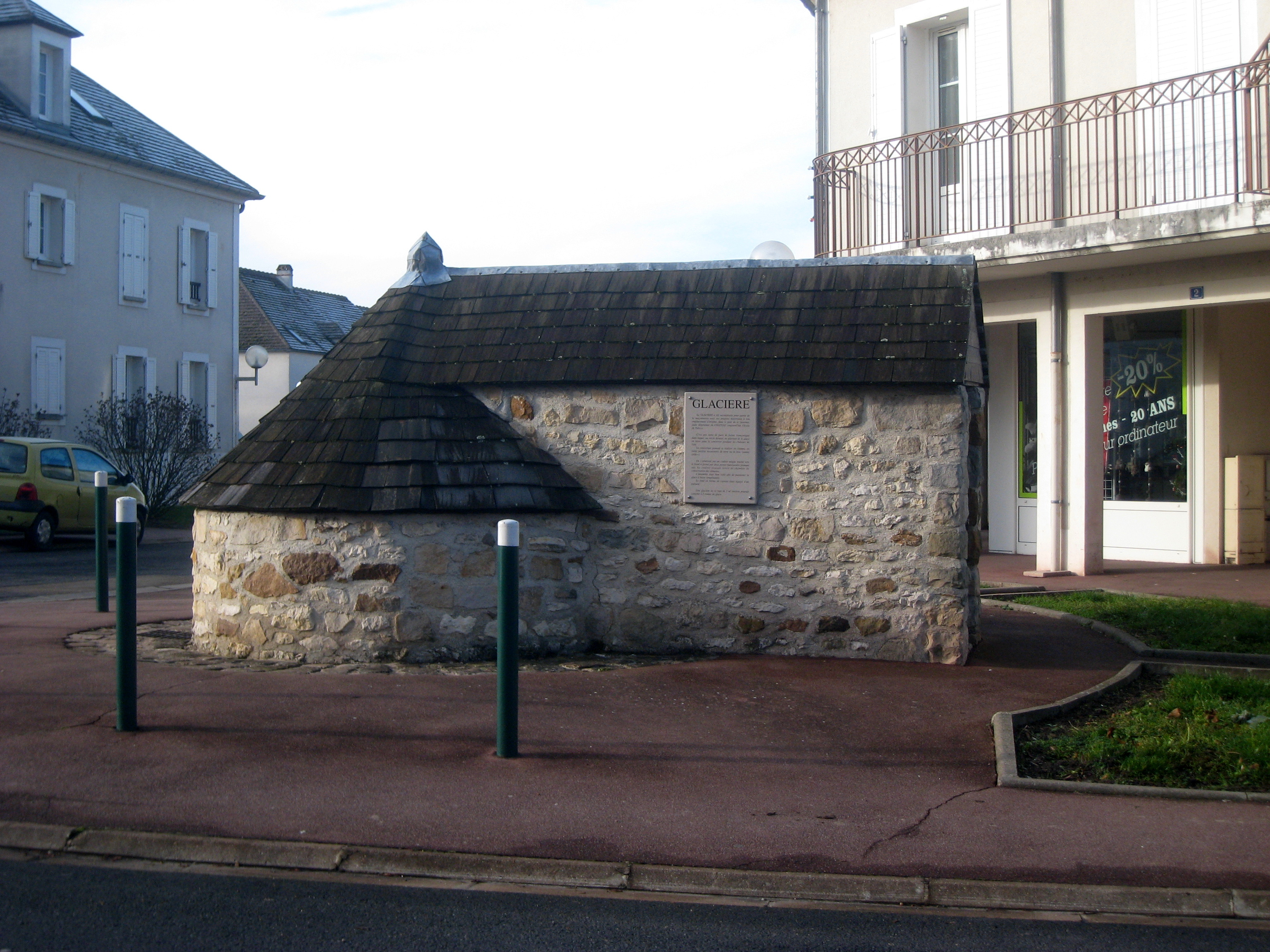
Eiskeller in Cannes-Écluse

Der Eiskeller (französisch glacière) in der Rue Chaude in Cannes-Écluse, einer französischen Gemeinde im Département Seine-et-Marne in der Region Île-de-France, wurde ursprünglich vermutlich im Mittelalter erbaut. Im 20. Jahrhundert wurde er aus dem vorhandenen Material wiederaufgebaut. 
Der Eiskeller aus Bruchstein gehörte ursprünglich zum Schloss Cannes-Écluse. Er ist mit Schindeln gedeckt. Bis in die Sommermonate hinein konnten hier zweieinhalb Tonnen Eis gelagert werden.